# Devon County Football League
De Devon County Football League is een Engelse regionale voetbalcompetitie. Er spelen 20 clubs in de league en de kampioen kan een aanvragen indienen om te promoveren naar de Western Football League Division One. De competitie bevindt zich op het 11de niveau in de Engelse voetbalpyramide. Clubs kunnen degraderen naar de Devon & Exeter Football League, North Devon League, Plymouth & West Devon Combination en de South Devon League.
De league werd in 1992 opgericht maar zou dicht bij haar einde kunnen zijn. Er zijn plannen om te fuseren met de South Western League. Als de fusie goedgekeurd wordt gaat deze van start voor het seizoen 2007/08 en heet dan South West Peninsula League.

## Kampioenen
- 1992-93 Buckfastleigh Rangers
- 1993-94 Newton Abbot
- 1994-95 Stoke Gabriel
- 1995-96 Budleigh Salterton
- 1996-97 Stoke Gabriel
- 1997-98 Topsham Town
- 1998-99 Willand Rovers
- 1999-00 Budleigh Salterton
- 2000-01 Willand Rovers
- 2001-02 Dartmouth
- 2002-03 Dartmouth
- 2003-04 Holsworthy
- 2004-05 Teignmouth
- 2005-06 Ivybridge Town

## Sponsors
- 1992-2002 Westward Developments
- 2002-2005 Firewatch South West
- 2005-2007   Axworthys' Office Supplies